# Chaboche
E. Chaboche, kurz Chaboche genannt, war ein französischer Hersteller von Automobilen und Nutzfahrzeugen.

## Unternehmensgeschichte
Emile Chaboche gründete 1901 das Unternehmen in Paris und begann mit der Produktion von Automobilen und Nutzfahrzeugen. Besonderheit war die Verwendung von Dampfmotoren. Das Unternehmen war – nach Gardner-Serpollet – der wichtigste französische Dampfwagenhersteller. 1906 endete die Automobilproduktion und 1910 die Nutzfahrzeugproduktion.

## Automobile

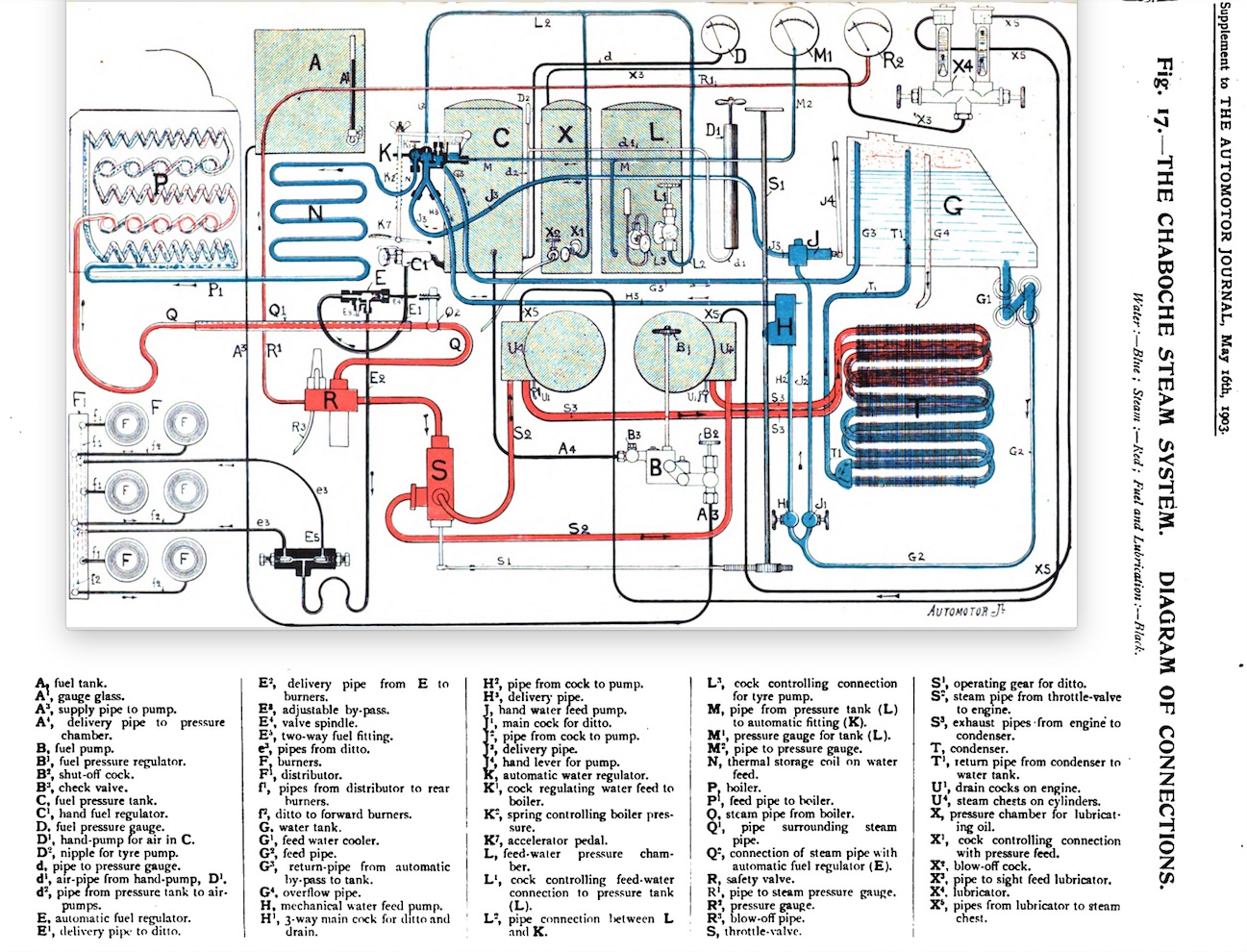
Dampfantrieb System Chaboche (1903)

Es wurden Dampfwagen hergestellt. Zu Beginn gab es ein kleines Modell 6 CV mit der Karosserieform Vis-à-vis, bei dem der Motor in Fahrzeugmitte und der Kessel im Heck montiert war, und das größere Modell 12 CV mit Platz für sechs Personen, bei dem Motor und Kessel vorne montiert waren. 1903 kam das große Modell 20 CV als Limousine und Coupé de Ville dazu. Außerdem nahmen zwei Rennwagen 30 CV am Autorennen Paris–Madrid in 1903 teil.

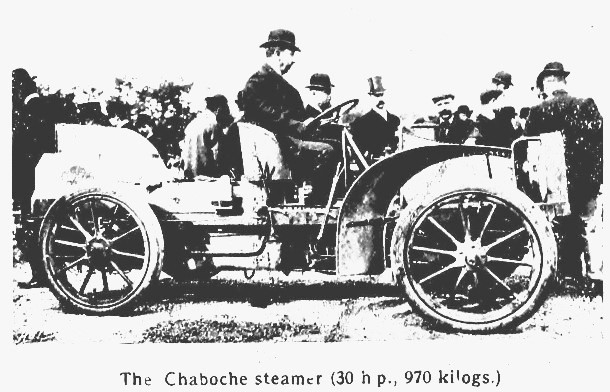
Caboche 30 CV (1903 Paris-Madrid)
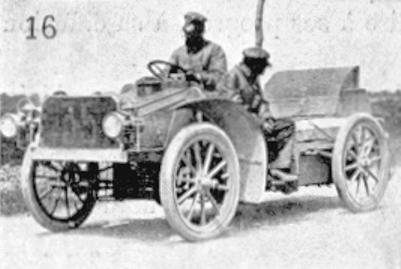
Caboche 30 CV (no.35, 1903 Paris-Madrid)

Chaboche verwendete für seine Fahrzeuge mit Kohle beheizte Schnelldampferzeuger.

## Nutzfahrzeuge
Ein erster geschlossener Lieferwagen entstand bereits 1900. Die Anordnung der Antriebstechnik mit stehendem Kessel im Bug und längs angeordneter Maschine wurde übernommen. Der Antrieb mittels Kardanwelle war fortschrittlich und dürfte auch für die Personenwagen verwendet worden sein. gebaut wurden Omnibusse und verschiedene Nutzfahrzeuge mit einer Nutzlast bis 2 ½ Tonnen, die meisten mit geschlossenen Aufbauten für Auslieferungen und fahrende Händler.